# متریک کهلر-اینشتین
متریک‌ کِهلِر-اَینشتین (در هندسه دیفرانسیل)، متریکی کِهلِری روی یک خمینهٔ مختلطِ کِهلِری  ست که به علاوه در معادلهٔ اینشتین صدق کند، به این معنی که انحنای ریچی ِ متریک با ضریبی از متریک مساوی باشد:
{\displaystyle \mathrm {Ric} =k\,g,}
در رابطهٔ فوق Ric تنسور ِ ریچیِ متریک g است و k یک ثابت، که بعضاً ثابت ِ کیهان‌شناسی خوانده می‌شود.  شناخته‌شده‌ترین ردهٔ این خانواده خمینه‌ها خمینه‌های موسوم به کالابی-یائو اند که ثابت ِ اینشتین‌‌شان صفر است.  این فضاها مثال‌های مهمّی از خمینه‌های ریچی-تخت به دست می‌دهند.
مسئلهٔ وجود ِ متریک‌های کِهِلر-اینشتین اوّلین‌ بار به دست ِ کالابی در دههٔ ۵۰ م. صورت‌بندی شد. وی حدسی مطرح کرده بود که هرگاه ردهٔ اوّل چِرن ِ یک خمینهٔ کِهلری علامت‌دار (یعنی مثبت، منفی، یا صفر) باشد، همواره در هر ردهٔ کِهلِر یک متریک کِهلِر-اینشتین یک‌تا وجود دارد. کالابی به علاوه نشان داد که حلّ این مسئله قابل ِ تحویل به حلّ معادلهٔ مُنژ-آمپرِ مختلط است. در حالت ِ ردهٔ چرن ِ نامثبت کارهای تیِری اُبَن و یائو روی معادلهٔ مُنژ-آمپرِ مختلط در سال ِ ۱۹۷۸ م. به حدس ِ کالابی جواب ِ مثبت داد. امّا بعدها مشخّص شد که درحالت ِ ردهٔ اوّل چِرنِ مثبت  برای تضمین ِ وجود ِ متریک‌های کهلر-اینشتین شرایط ِ بیشتری می‌باید قرار داده شود. به علاوه، در این حالتْ یک‌تایی ِ جواب صرفاً به تقریب ِ عمل ِ میدان‌های برداری ِ هولومرفیک برقرار است.  در سال ِ ۲۰۱۲، سلسله مقالات ِ ش.-ش. چِن، سایمن دنالدسن و سُنگ سون نشان داد که وجود ِ متریک‌های کِهلِر-اینشتین در حالت ِردهٔ اوّل چرن ِ مثبت معادل با K-پای‌داری ِ خمینه است.